# خنگشوو
خنگشوو (به لهستانی:  Hniszów) یک روستا در لهستان است که در گمینا رودا-خوتا واقع شده‌است. خنگشوو ۲۰۰ نفر جمعیت دارد.